# Stazione di Chirialza
La stazione di Chirialza era una fermata ferroviaria situata nel territorio comunale di Monti, lungo la ferrovia Cagliari-Golfo Aranci.

## Storia

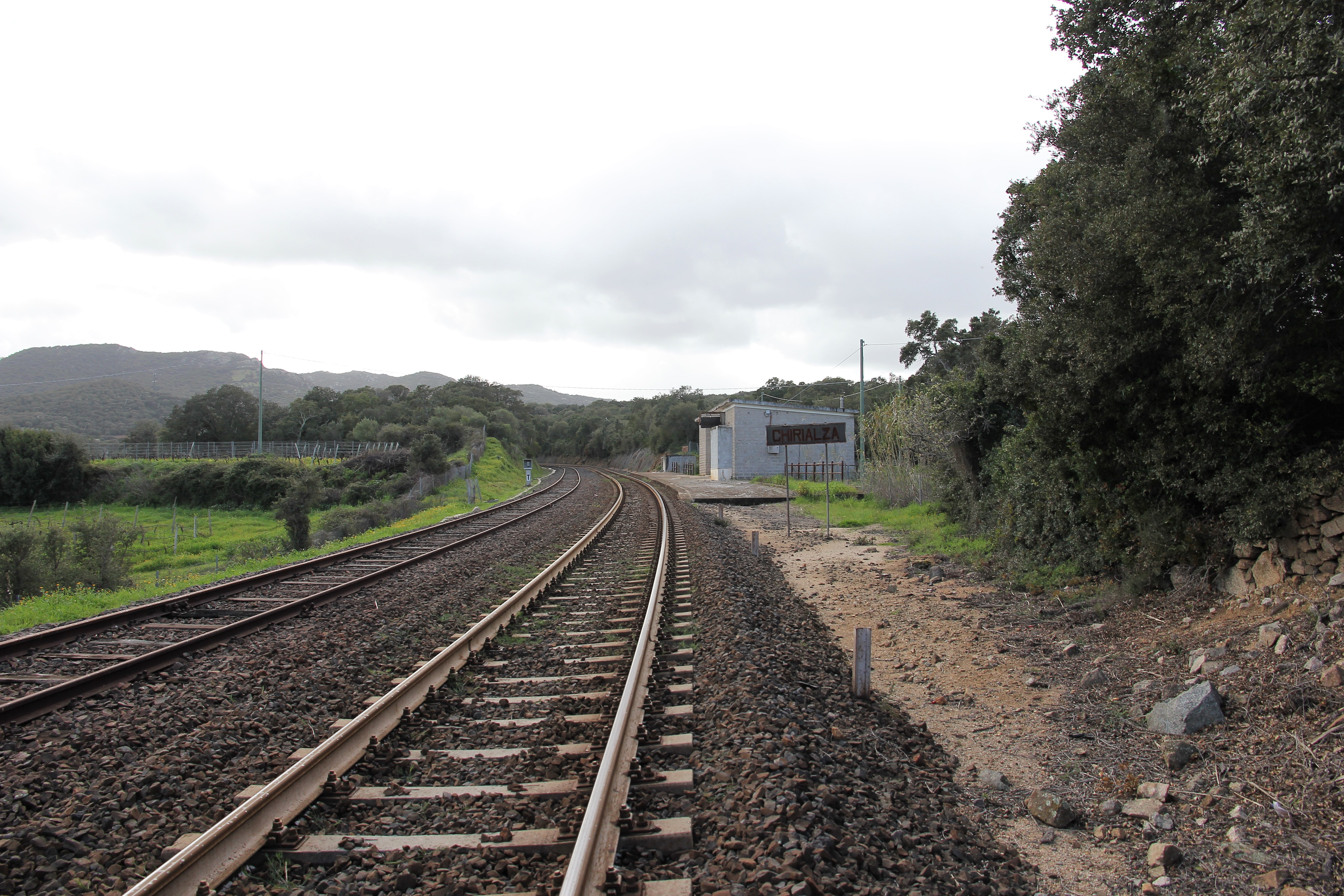
I due binari di cui era dotato in origine lo scalo, con a sinistra quello dismesso nel 2006

Lo scalo nacque come stazione nei primi anni sessanta su iniziativa delle Ferrovie dello Stato, che decisero di costruire un nuovo impianto a nord-est di Monti per favorire gli incroci dei convogli lungo la tratta gallurese della Dorsale Sarda, oltre che per il servizio viaggiatori.
Nei primi anni di attività la stazione fu meta di un ridotto traffico di treni viaggiatori (in media tre coppie di corse giornaliere dal 1961 al 1969), con un lieve incremento negli anni settanta, in cui si registrarono punte di cinque coppie di corse giornaliere che prevedevano la sosta nell'impianto. Nella prima metà degli anni novanta lo scalo venne disabilitato al servizio viaggiatori e rimase in servizio come posto di precedenze e per altri fini di servizio.
Passata nel 2001 dalle FS alla propria controllata RFI, la stazione di Chirialza venne trasformata in fermata impresenziata il 5 giugno 2006, con la dismissione del solo binario di incrocio di cui era dotata, restando attiva come località di servizio sino al 24 marzo 2015, data della definitiva dismissione dell'impianto.

## Strutture e impianti

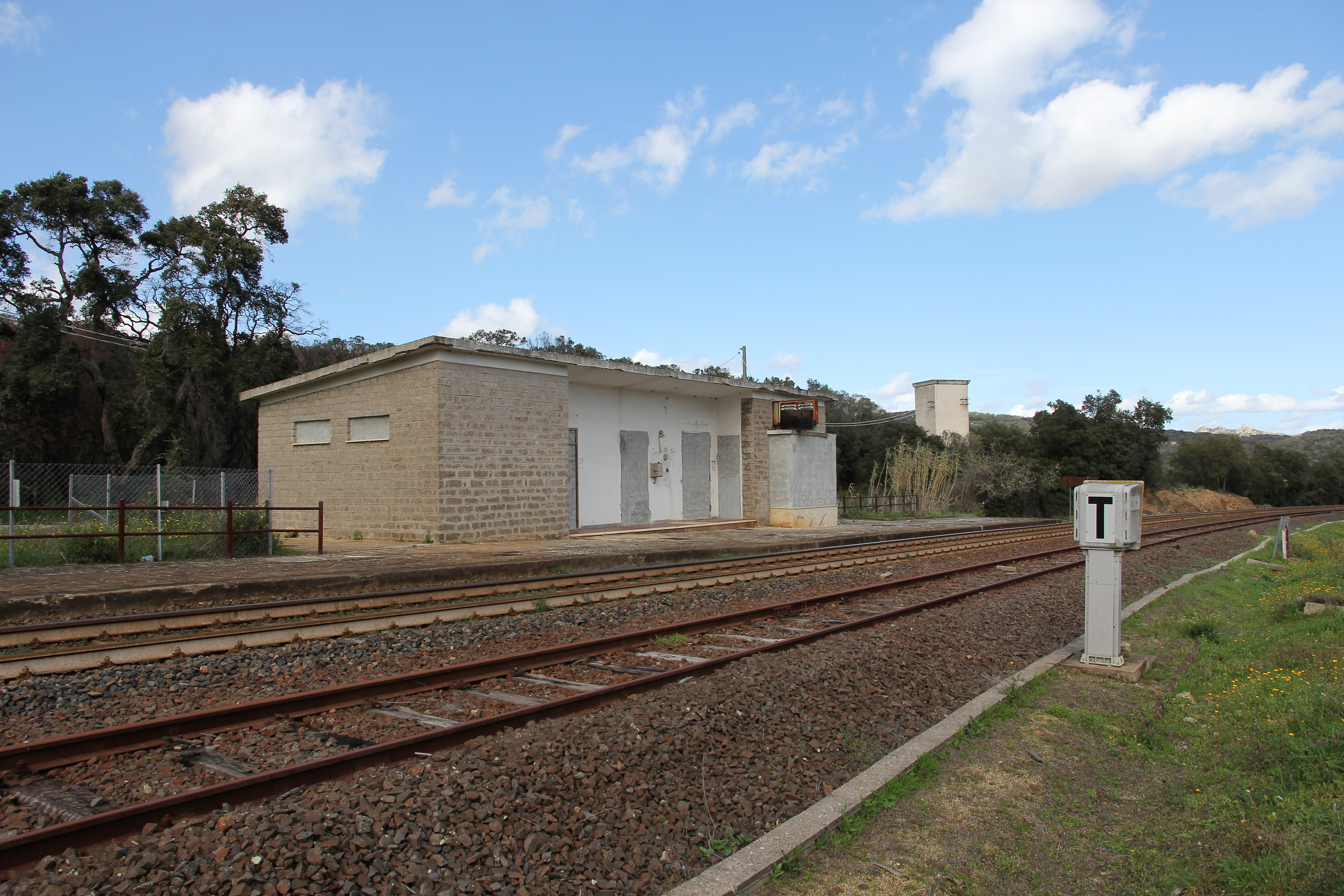
Il fabbricato viaggiatori, con gli ingressi murati dopo la dismissione della fermata

Al momento della sua dismissione lo scalo di Chirialza si presentava in configurazione di fermata: dal 2006 nell'area dello scalo è attivo il solo binario di corsa, l'uno, a scartamento da 1435 mm. Prima della trasformazione in fermata nell'impianto era impiegato anche un secondo binario di tipo passante, ancora in posa nell'area dello scalo sebbene isolato dal binario uno dopo la rimozione dei deviatoi di collegamento.
Ad ovest del binario di corsa si trova il fabbricato viaggiatori dello scalo, costruzione a pianta rettangolare ad un solo piano di sviluppo.

## Movimento
Durante il periodo in cui fu attivo per il servizio viaggiatori, lo scalo fu servito dai convogli effettuati dalle Ferrovie dello Stato lungo la Cagliari-Golfo Aranci.

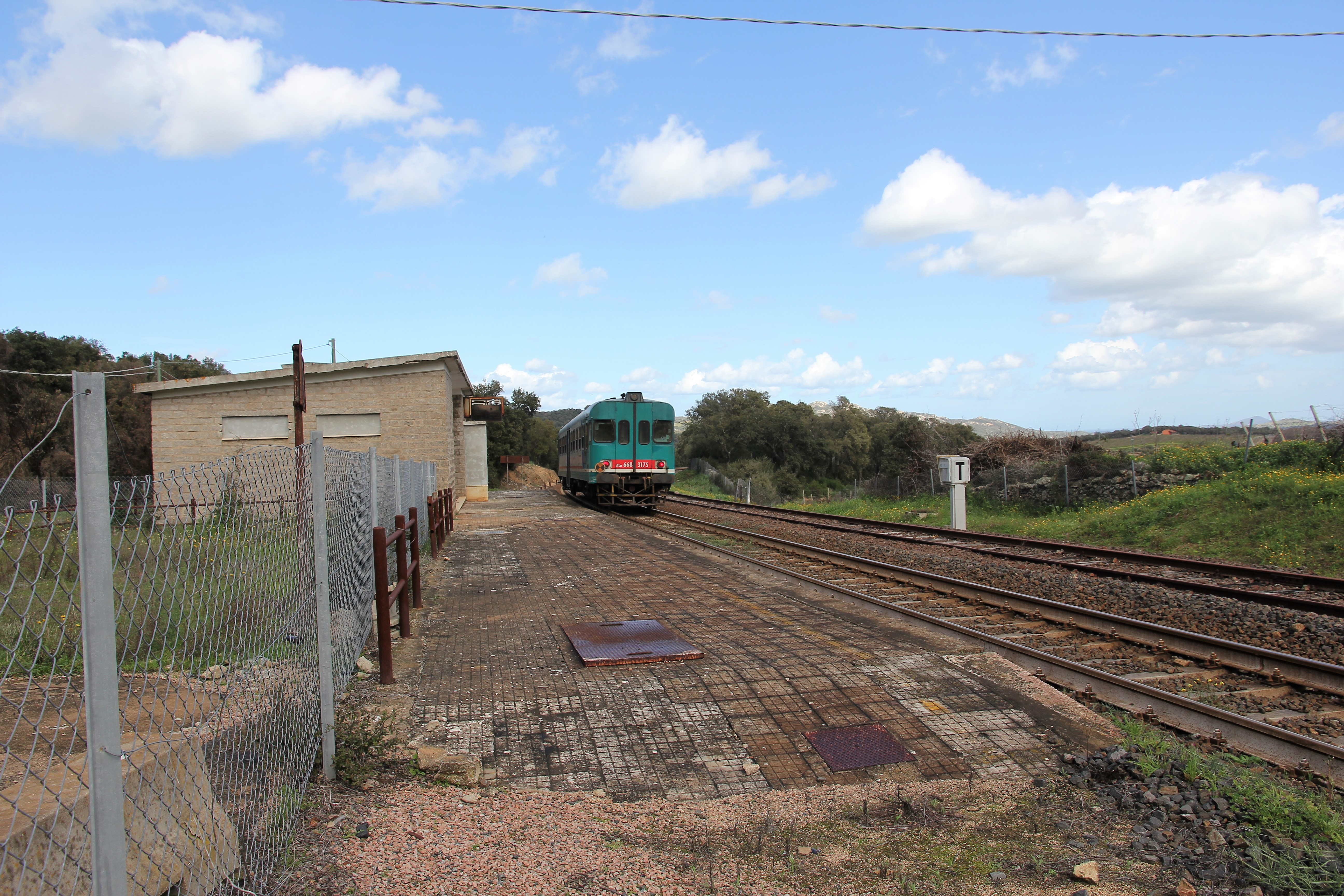
ALn 668 di Trenitalia in transito dinanzi allo scalo

## Servizi
Nell'impianto è presente una banchina attigua al binario uno, in uso all'epoca in cui nello scalo era espletato il servizio viaggiatori.